# Főzelék

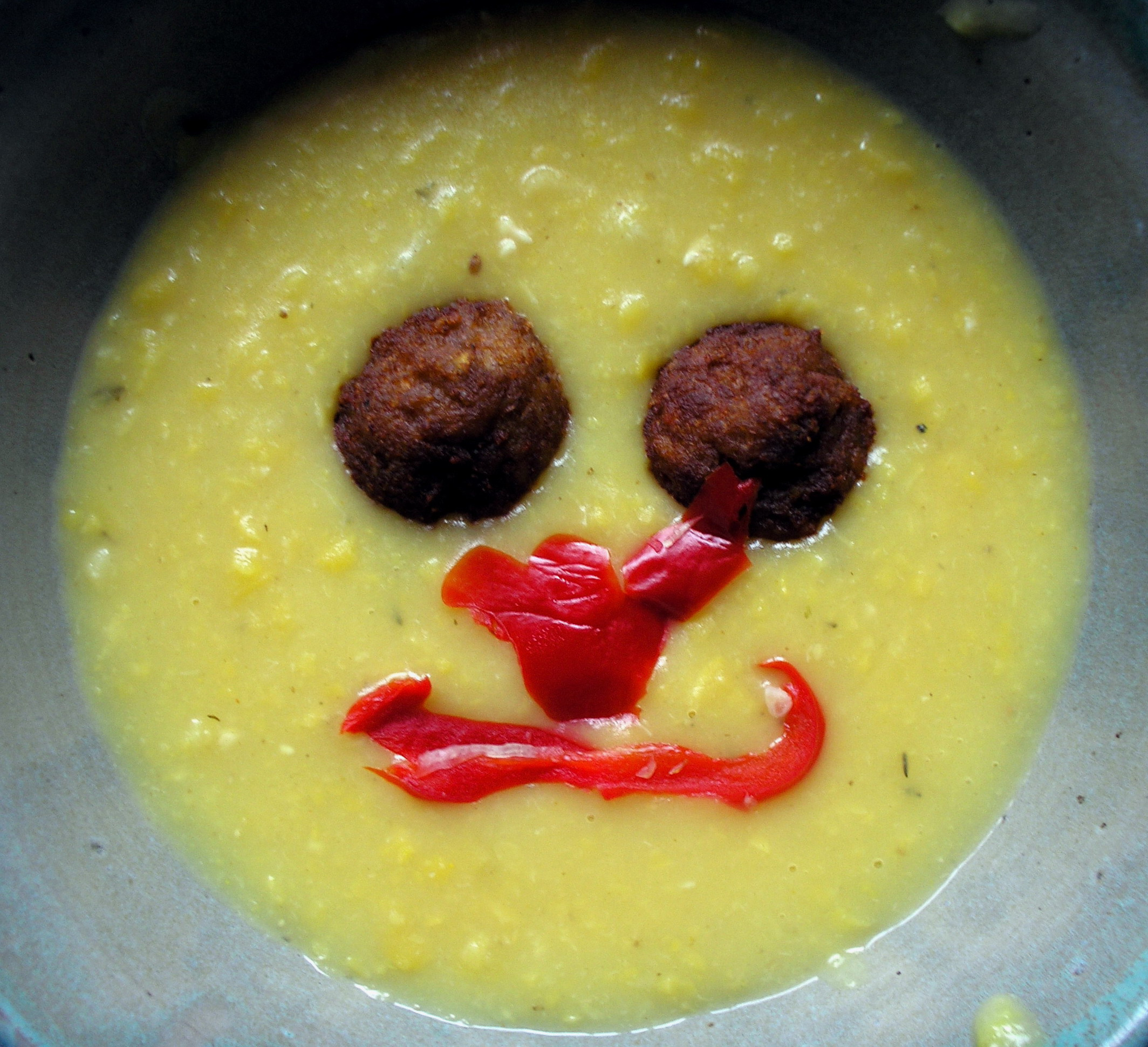
Fasírt (albóndigas) y pimiento rojo componiendo un smiley en un cuenco de főzelék.

El főzelék es un grupo de platos de verdura espesos de la cocina húngara, que no llegan a ser ni sopas ni estofados. La verdura simplemente se cocina, típicamente a fuego lento, sin machacarla. No suele incluir carne, aunque sí pueden añadirse panceta y salchicha picante para darle sabor. El főzelék se toma a menudo como plato principal o como guarnición de distintas recetas de carne.
El főzelék puede hacerse con diferentes ingredientes, incluyendo repollo, pimiento morrón, pimiento verde, patata, chucrut, tomate, guisante, zanahoria, colirrábano, lenteja, judía blanca, calabacín , seta, espinaca, judía verde o mezcla, como en el lecsó.
Suelen añadirse harina y crema agria, e incluso también cebolla picada, pimentón, hoja de laurel, granos de pimienta negra, eneldo, semilla de alcaravea, ajo, zumo de limón, perejil o vinagre.
Si se come solo a menudo se le pone encima pörkölt, huevos fritos, salchicha ahumada, fasírt (albóndiga húngara condimentada con ajo) y otras frituras.